# Liste des mangas Code Geass
Cet article est un complément de l’article sur Code Geass. Il contient la liste des différents mangas adaptés de la série animée.

## Volumes reliés

### Code Geass: Lelouch of the Rebellion
| no | Japonais          | Japonais          | Français          | Français          |
| no | Date de sortie    | ISBN              | Date de sortie    | ISBN              |
| --- | ----------------- | ----------------- | ----------------- | ----------------- |
| 1 | 26 décembre 2006  | 4-04-854065-3     | 30 septembre 2009 | 978-2-7595-0325-4 |
| Liste des chapitres : - Geass-1 : Silence et commencement - Geass-2 : L'évasion de minuit - Geass-3 : "Zero" |                   |                   |                   |                   |
| 2 | 26 juin 2007      | 978-4-04-854098-8 | 18 novembre 2009  | 978-2-7595-0326-1 |
| Liste des chapitres : - Geass-4 : Le calme avant la tempête - Geass-5 : L'affaire Orange - Geass-6 : Le chat, le masque et Euphemia - Geass-7 : Un voyage de cauchemar - Geass-8 : Au-delà des flammes                                            |                   |                   |                   |                   |
| 3 | 26 janvier 2008   | 978-4-04-854121-3 | 6 janvier 2010    | 978-2-7595-0327-8 |
| Liste des chapitres : - Geass-9 : Pluie... - Geass-10 : Détermination - Geass-11 : Irremplaçable - Geass-12 : Complices |                   |                   |                   |                   |
| 4 | 26 mars 2008      | 978-4-04-854158-9 | 31 mars 2010      | 978-2-7595-0328-5 |
| Liste des chapitres : - Geass-13 : Une montre brisée - Geass-14 : Vérité posthume - Geass-15 : "Kyoto" - Geass-16 : L'ordre des chevaliers noirs - Geass-17 : Un monde tordu                                                                      |                   |                   |                   |                   |
| 5 | 26 octobre 2008   | 978-4-04-854209-8 | 12 mai 2010       | 978-2-7595-0329-2 |
| Liste des chapitres : - Geass-18 : L'avenir - Geass-19 : La région administrative spéciale - Geass-20 : Adieu - Geass-21 : Le son du chaos - Hors-série : Une voix, cet été-là                                                                    |                   |                   |                   |                   |
| 6 | 25 avril 2009     | 978-4-04-854312-5 | 21 juillet 2010   | 978-2-7595-0388-9 |
| Liste des chapitres : - Geass-22 : La cage de l'académie - Geass-23 : Un endroit pour vivre - Geass-24 : Solitude - Geass-25 : La princesse de la fédération chinoise - Geass-26 : La terre promise - Hors-série : Lelouch de l'embarras          |                   |                   |                   |                   |
| 7 | 26 septembre 2009 | 978-4-04-854374-3 | 13 octobre 2010   | 978-2-7595-0389-6 |
| Liste des chapitres : - Geass-27 : Un jour, sûrement... - Geass-28 : À la gare - Geass-29 : La promesse et le mensonge - Geass-30 : La fédération des nations unies ! - Geass-31 : Retour au temple Kururugi - Geass-32 : La lumière du désespoir |                   |                   |                   |                   |
| 8 | 26 mars 2010      | 978-4-04-854442-9 | 26 janvier 2011   | 978-2-7595-0390-2 |
| Liste des chapitres : - Geass-33 : Le traître - Geass-34 : Masque et mensonges - Geass-35 : Le monde de douceur - Geass-36 : Empereur - Geass-37 : Damoclès, la forteresse aérienne - Geass-38 : Zero Requiem                                     |                   |                   |                   |                   |

### Code Geass: Suzaku of the Counterattack
| no                                                                         | Japonais          | Japonais          | Français        | Français          |
| no                                                                         | Date de sortie    | ISBN              | Date de sortie  | ISBN              |
| -------------------------------------------------------------------------- | ----------------- | ----------------- | --------------- | ----------------- |
| 1                                                                          | 26 juin 2007      | 978-4-04-854099-5 | 21 octobre 2009 | 978-2-7595-0330-8 |
| Liste des chapitres : - Phase 1 - Phase 2 - Phase 3 - Extra                |                   |                   |                 |                   |
| 2                                                                          | 26 septembre 2008 | 978-4-04-854230-2 | 6 janvier 2010  | 978-2-7595-0331-5 |
| Liste des chapitres : - Phase 4 - Phase 5 - Phase 6 - Phase 7 - Last Phase |                   |                   |                 |                   |

### Code Geass: Nightmare of Nunnally
| no | Japonais        | Japonais          | Français          | Français          |
| no | Date de sortie  | ISBN              | Date de sortie    | ISBN              |
| --- | --------------- | ----------------- | ----------------- | ----------------- |
| 1 | 26 juin 2007    | 978-4-04-713928-2 | 2 décembre 2009   | 978-2-7595-0335-3 |
| Liste des chapitres : - Code 1 : La sorcière blanche - Code 2 : Le cauchemar noir - Code 3 : Nemo, l'entité magique - Code 4 : L'affaire du lac Kawaguchi I -Le fantôme patriote- - Code 5 : L'affaire du lac Kawaguchi II -Princesse Nunnally- |                 |                   |                   |                   |
| 2 | 26 janvier 2008 | 978-4-04-713985-5 | 31 mars 2010      | 978-2-7595-0336-0 |
| Liste des chapitres : - Code 6 : L'affaire du lac Kawaguchi III -Alice The Speed- - Code 7 : Le chevalier blanc - Code 8 : Le désastre de Saitama I -Le piège de Cornelia- - Code 9 : Le désastre de Saitama II -Tirez sur Cornelia- - Code 10 : Le désastre de Saitama III -Le diable noir-                                                                                       |                 |                   |                   |                   |
| 3 | 26 avril 2008   | 978-4-04-715044-7 | 12 mai 2010       | 978-2-7595-0337-7 |
| Liste des chapitres : - Code 11 : La prison du bonheur I -Mao The Refrain- - Code 12 : La prison du bonheur II -Les jours d'été qui ne reviendront plus- - Code 13 : La prison du bonheur III -Les jours d'été qu'on ne fera pas revenir - Code 14 : Le combat sur Narita I -La montagne qui s'écroule- - Code 15 : Le combat sur Narita II -Le chevalier blanc et le diable noir- |                 |                   |                   |                   |
| 4 | 25 octobre 2008 | 978-4-04-715103-1 | 21 juillet 2010   | 978-2-7595-0338-4 |
| Liste des chapitres : - Code 16 : Le combat sur Narita III -Résiliation du pacte- - Code 17 : La dynastie des sorcières I -Nunnally prisonnière- - Code 18 : La dynastie des sorcières II -Procès en sorcellerie- - Code 19 : La dynastie des sorcières III -Code Geass- - Code 20 : Le diable Rolo I -L'empire en émeute-                                                         |                 |                   |                   |                   |
| 5 | 25 avril 2009   | 978-4-04-854209-8 | 29 septembre 2010 | 978-2-7595-0339-1 |
| Liste des chapitres : - Code 21 : Le diable Rolo II -Le poursuivant de glace- - Code 21 : Le diable Rolo III -Des êtres artificiels- - Code 21 : L'île de Dieu I -Empereur contre impératrice- - Code 21 : L'île de Dieu II -Un monde de douceur- - Code 21 : L'île de Dieu III -The Zero- - Last Code : Le diable de Zero                                                         |                 |                   |                   |                   |

### Code Geass: Knight for Girls
| no | Japonais        | Japonais          | Français         | Français          |
| no | Date de sortie  | ISBN              | Date de sortie   | ISBN              |
| -- | --------------- | ----------------- | ---------------- | ----------------- |
| 1  | 26 juillet 2007 | 978-4-04-854108-4 | 28 avril 2010    | 978-2-7595-0348-3 |
| 2  | 10 février 2008 | 978-4-04-854136-7 | 16 juin 2010     | 978-2-7595-0349-0 |
| 3  | 26 avril 2008   | 978-4-04-854165-7 | 8 septembre 2010 | 978-2-7595-0350-6 |
| 4  | 26 juillet 2008 | 978-4-04-854200-5 | 13 octobre 2010  | 978-2-7595-0351-3 |
| 5  | 25 octobre 2008 | 978-4-04-854242-5 | 26 janvier 2011  | 978-2-7595-0352-0 |

### Code Geass: Queen for Boys
| no | Japonais        | Japonais          | Français         | Français          |
| no | Date de sortie  | ISBN              | Date de sortie   | ISBN              |
| -- | --------------- | ----------------- | ---------------- | ----------------- |
| 1  | 26 juillet 2007 | 978-4-04-713947-3 | 28 avril 2010    | 978-2-7595-0343-8 |
| 2  | 10 février 2008 | 978-4-04-713986-2 | 16 juin 2010     | 978-2-7595-0344-5 |
| 3  | 26 avril 2008   | 978-4-04-715045-4 | 8 septembre 2010 | 978-2-7595-0345-2 |
| 4  | 26 juillet 2008 | 978-4-04-715082-9 | 13 octobre 2010  | 978-2-7595-0346-9 |
| 5  | 25 octobre 2008 | 978-4-04-715115-4 | 26 janvier 2011  | 978-2-7595-0347-6 |

### Code Geass: Lelouch of the Rebellion - Chibi Geass
| no | Japonais       | Japonais          | Français        | Français          |
| no | Date de sortie | ISBN              | Date de sortie  | ISBN              |
| -- | -------------- | ----------------- | --------------- | ----------------- |
| 1  | 26 août 2008   | 978-4-04-854228-9 | 26 janvier 2011 | 978-2-7595-0529-6 |

### Code Geass: Mutuality
| no | Japonais       | Japonais      | Français        | Français          |
| no | Date de sortie | ISBN          | Date de sortie  | ISBN              |
| -- | -------------- | ------------- | --------------- | ----------------- |
| 1  | 2 mars 2009    | 9784048542869 | 21 octobre 2009 | 978-2-7595-0342-1 |

### Code Geass: Tales of an Alternate Shogunate
| no | Japonais        | Japonais          |
| no | Date de sortie  | ISBN              |
| -- | --------------- | ----------------- |
| 1  | 25 octobre 2010 | 978-4-04-715120-8 |

### Code Geass: Shikokku no Renya
| no | Japonais          | Japonais          | Français         | Français          |
| no | Date de sortie    | ISBN              | Date de sortie   | ISBN              |
| -- | ----------------- | ----------------- | ---------------- | ----------------- |
| 1  | 26 janvier 2011   | 978-4-04-715607-4 | 20 juin 2012     | 978-2-7595-0668-2 |
| 2  | 26 mai 2011       | 978-4-04-715697-5 | 20 juin 2012     | 978-2-7595-0777-1 |
| 3  | 26 novembre 2011  | 978-4-04-120010-0 | 28 novembre 2012 | 978-2-7595-0778-8 |
| 4  | 26 avril 2012     | 978-4-04-120206-7 | 21 août 2013     | 978-2-7595-1032-0 |
| 5  | 26 septembre 2012 | 978-4-04-120408-5 | 6 novembre 2013  | 978-2-7595-1033-7 |
| 6  | 26 avril 2013     | 978-4-04-120669-0 |                  |                   |
| 7  | 24 septembre 2013 | 978-4-04-120823-6 |                  |                   |

### Code Geass: Sobo no Oz
| no | Japonais          | Japonais          |
| no | Date de sortie    | ISBN              |
| -- | ----------------- | ----------------- |
| 1  | 10 août 2012      | 978-4-04-120363-7 |
| 2  | 10 janvier 2013   | 978-4-04-120485-6 |
| 3  | 10 juillet 2013   | 978-4-04-120699-7 |
| 4  | 26 février 2014   | 978-4-04-120980-6 |
| 5  | 26 septembre 2014 | 978-4-04-101896-5 |

### Code Geass: Sobo no Oz 02
| no | Japonais       | Japonais          |
| no | Date de sortie | ISBN              |
| -- | -------------- | ----------------- |
| 1  | 25 avril 2015  | 978-4-04-102866-7 |
| 2  | 25 avril 2015  | 978-4-04-102867-4 |